# Брайд, Гарольд Сидни
Гарольд Сидни Брайд (англ. Harold Sydney Bride; 11 января 1890 — 29 апреля 1956) — второй радист «Титаника».

## Биография
Гарольд Брайд родился в Нанхеде (Южный Лондон), был младшим из пятерых детей Артура Джона Лернера Брайда и Мэри Энн Лоуи. Он был значительно младше своих братьев и сестры, и, возможно, поэтому рос очень застенчивым ребёнком. Тихий, с мягким голосом, «Гарри» только в общении с близкими людьми показывал свой острый ум и неисправимое чувство юмора.
После окончания школы Гарольд выбрал карьеру оператора беспроводной связи, но поскольку у его родителей денег на обучение сына было недостаточно, он с 16-ти лет начал подрабатывать в семейном бизнесе и собирать средства. Наконец, в 1910 г. Брайд появился в почтовом отделении Лондона, чтобы узнать стоимость обучения телеграфии. Другой юноша, дежуривший в это время в отделении, ответил на все вопросы Гарольда, а когда абитуриент зашёл в начале следующей недели, по-дружески пригласил его на обед. Это был тот самый Гарольд Коттэм, который принял сигнал бедствия на «Карпатии» два года спустя.
В июле 1911 года, окончив своё обучение, Брайд стал радиооператором компании Marconi. Вскоре после этого ушёл в море — сначала служил на «Хевифорде», затем на «Биверфорде», «Лузитании», «Ла Франс», и наконец, «Ансельме». В те времена положение радиста на корабле было особым — он был представителем морской телеграфной службы, носил её униформу и получал от неё жалование. Нередко радиооператор даже не знал в лицо членов команды и очень редко покидал свою рубку. Жёсткая конкуренция между различными телеграфными компаниями приводила к тому, что работникам Marconi, например, запрещалось общаться с судами, оснащёнными другой системой, за исключением случаев, когда их корабль мог оказаться в критической ситуации. Грубость и резкие выражения в адрес радиста из «враждебного» лагеря были почти нормой. В такой обстановке было сложно рассчитывать на быструю помощь других кораблей в непредвиденных обстоятельствах.
На «Титаник» Брайд взошёл в Белфасте, одновременно с Джеком Филлипсом, ставшим вскоре его лучшим другом. Как работник компании Marconi он получал 2 фунта 26 пенсов в месяц. Получив оборудование, радисты решили разделить сутки на четыре дежурства: Брайд должен был нести вахту с 14:00 до 20:00 и с 02:00 до 08:00, а Филлипс — с 08:00 до 14:00 и с 20:00 до 02:00.

## В ночь гибели «Титаника»
В 1912 году Гарольд Брайд присоединился к команде «RMS Titanic» в качестве младшего радиста и помощника Джека Филлипса в Белфасте, Ирландия. Появились слухи, что Брайд знал Филлипса ещё до Титаника, но он настаивал, что они никогда не встречались до Белфаста. 10 апреля Титаник отправился в свой первый рейс в Нью-Йорк из Саутгемптона, Англия. Во время путешествия Брайд и Филлипс работали из радиорубки на шлюпочной палубе, посылая личные сообщения пассажиров и получая предупреждения об айсберге с других кораблей. 11 апреля, на следующий день после отплытия корабля, Филлипс и Брайд отпраздновали 25-летие Филлипса выпечкой, принесённой из столовой первого класса.
Вечером 14 апреля 1912 года Брайд рано лёг спать, готовясь сменить Джека Филлипса в полночь, на два часа раньше обычного. Поскольку связи раньше не было, Филлипс отправлял накопившиеся личные телеграммы пассажиров, посылая их на Кейп-Рейс, провинция Ньюфаундленд.
Титаник столкнулся с айсбергом в 23:40 вечера того же дня и стал тонуть. Вскоре Брайд проснулся и спросил Филлипса, что происходит. Филлипс сказал, что они ударились, Брайд начал собираться на дежурство. Капитан Эдвард Смит вскоре вошёл в радиорубку, предупредив Брайда и Филлипса, чтобы они были готовы послать сигнал бедствия. Вскоре после полуночи он пришёл к ним, попросил помочь и сообщил координаты корабля.

Я проснулся и услышал, как Филлипс общается с Кейп-Рейс. Передавались частные телеграммы. Я помнил, каким усталым он был, и встал с кровати, чтобы подменить его. Я даже не ощутил толчка. Я едва ли понимал, что произошло, пока к нам не зашёл капитан. Не было никакой встряски. Я как раз стоял возле Филлипса, предлагая ему лечь спать, когда в рубку заглянул капитан. «Мы столкнулись с айсбергом, — сказал он, — и я проведу осмотр судна, чтобы выяснить, насколько серьёзны повреждения. Вам лучше быть готовыми подать сигнал о помощи. Но не посылайте его, пока я не дам приказ». Капитан ушёл, и через 10 минут, как я прикинул, вернулся. Мы слышали, как снаружи доносились звуки сумятицы, но это не было показателем того, что случилась какая-то беда. Радиопередатчик работал прекрасно. «Пошлите сигнал о помощи» — сказал капитан, едва заглянув. «Какой сигнал я должен использовать?» — спросил Филлипс. «Предусмотренный правилами сигнал о помощи. Только его». Затем капитан ушел. Филлипс начал посылать CQD. Мы перешучивались, пока он отстукивал сигналы ключом. Оба посмеивались над «катастрофой», и продолжали это делать минут пять. Затем вернулся капитан. «Что вы посылаете?» — спросил он. «CQD» — ответил Филлипс. Комичность ситуации подействовала на меня настолько, что я сделал маленькое замечание, заставившее всех троих рассмеяться: «Пошли SOS, — сказал я, — Это новый сигнал, и может быть, у тебя есть последний шанс послать его». Филлипс, не переставая смеяться, сменил сигнал на SOS.
— Г. С. Брайд
Оба оператора оставались на посту даже после того, как были освобождены капитаном:

Я заметил, когда вернулся из одной вылазки, что они высаживали женщин и детей в спасательные шлюпки. Я заметил, как увеличивается наклон вперед. Филлипс сказал мне, что радиостанция слабеет. Капитан пришёл и рассказал нам, что наши котельные заполнены водой, и что динамо не может больше продолжать работать. Мы отправили эту весть «Карпатии». Я вышел на палубу и осмотрелся. Вода была очень близко к палубе. …Шлюпочная палуба омывалась водой. Филлипс пытался посылать сообщения. Он пытался сделать это в течение примерно 10 минут, а может быть 15 минут после того, как капитан освободил его. Затем вода полилась в нашу кабину. Пока он работал, случилось то, что я ненавижу рассказывать. Я вернулся в свою комнату, чтобы взять деньги Филлипса для него, и, когда я выглянул за дверь, увидел кочегара или кого-то с нижних палуб, подошедшего к Филлипсу со спины. Филлипс был слишком занят, чтобы замечать, что этот человек делает. А тот отстегивал со спины Филлипса спасательный жилет.
— Г. С. Брайд
Брайд подбежал к кочегару, чтобы помешать ему, Филлипс вскочил со своего места. Завязалась схватка. В конце концов, Гарольду удалось схватить вора за пояс, а старший радист несколько раз ударил его. Оставив кочегара в радиорубке, оба оператора вышли на палубу.

С кормы неслись звуки оркестра. Это была мелодия рэгтайма… Филлипс побежал на корму, и это был последний раз, когда я видел его живым. Я пошёл к тому месту, где видел складную шлюпку на шлюпочной палубе, и, к моему удивлению, я увидел шлюпку и мужчин, по-прежнему пытающихся столкнуть её с места. Я думаю, среди них не было моряков. Они никак не могли этого сделать. Я подошел к ним и только протянул руки, как огромная волна прокатилась по палубе. Большая волна понесла шлюпку. Я держался за её уключину, и меня смыло вместе с ней. Затем я понял, что уже нахожусь в шлюпке. Но это ещё не всё. Я был в шлюпке, а шлюпка оказалась перевернутой днищем вверх, и я находился под ней. Помню, как я понял, что промок насквозь, и что бы ни случилось, я не должен дышать, потому что я под водой. Я знал, что надо бороться, и я это сделал. Как я вылез из-под лодки не знаю, но наконец я смог почувствовать глоток свежего воздуха… Я чувствовал, что я просто вынужден был уйти с корабля. Он был прекрасно виден тогда. Дым и искры неслись из его трубы. Должны были быть взрывы, но мы их не слышали. Мы только видели огромный столб искр. Корабль постепенно уходил носом под воду, словно утка, собирающаяся нырнуть.
— Г. С. Брайд
Когда «Титаник» ушёл под воду, Брайд смог вскарабкаться на днище перевёрнутой шлюпки. Но на этом его злоключения не закончились:

Пространства было достаточно только для того, чтобы я мог поместиться на краю. Я лежал там, не заботясь о том, что происходит. Кто-то сел мне на ноги. Они оказались вдавленными между рейками и получили повреждения. Но я был не в силах просить этого человека подвинуться. Это было страшное зрелище — люди, плывущие и тонущие. Я продолжал лежать там, где оказался, позволяя мужчине ломать мне ноги. Другие подплывали совсем близко. Никто не подавал им руку. На шлюпку уже вскарабкалось больше людей, чем она могла выдержать, и она тонула.
— Г. С. Брайд

## После трагедии
Гарольд Брайд оказался среди спасшихся с «Титаника». Складную парусиновую шлюпку, на которой он вместе с другими провёл полночи, взяла на буксир одна из основных шлюпок и довела до борта «Карпатии». Радист, как выяснилось, сильно пострадал — его ноги были обморожены и раздроблены.

Я попытался схватиться за веревочную лестницу. Мои ноги болели ужасно, но я поднялся наверх и почувствовал, как чьи-то руки подхватили меня. Следующее, что я помню — как женщина, склонившаяся надо мной в каюте, отводит назад мои волосы и отирает лицо.
— Г. С. Брайд
По дороге в Нью-Йорк на борту «Карпатии» Брайд и уставший от работы Коттэм работали с радиостанцией вместе, посылая личные письма и списки спасшихся на землю. Даже многие годы спустя после трагедии, они продолжали дружить и общаться.
В память о событиях на «Титанике», компания Marconi наградила Гарольда Брайда золотыми часами с надписью: «В знак признательности выполнившему свой долг, и сделавшему это храбро». Проведя некоторое время в госпитале, Брайд возвратился в Англию и вновь приступил к работе оператором радиостанции. В Первую мировую войну он служил на пароходе «Mona’s Isle» телеграфистом.
Гарольд был помолвлен с некоей Мэйбел Ладлоу ещё до отплытия на «Титанике», но отношения молодых людей складывались тяжело, поэтому в сентябре того же года помолвка была разорвана. В апреле 1920 г. Гарольд Брайд женился на Люси Джонстон Дауни, учительнице, несколько лет назад совершенно случайно узнавшей его по фотографии из газет и подошедшей к нему на улице. Это была любовь с первого взгляда. Супруги имели троих детей: Люси (род. в 1921 г.), Джона (1924 г.) и Джанетт (1929 г.). Брайд очень не любил обсуждать всё, что касалось «Титаника», он глубоко переживал случившееся, особенно потерю друга и коллеги Джека Филлипса. Ему не понравилось быть в центре внимания в качестве «спасённого с „Титаника“», поэтому со временем Гарольд перебрался с семьёй в Шотландию, где начал работать коммивояжёром.
Брайд прожил всю оставшуюся жизнь в Шотландии и умер от рака лёгких в сравнительной безвестности 29 апреля 1956 г. в возрасте 66 лет.

## В кино
Брайд был изображён в нескольких фильмах о Титанике, его играли такие актёры, как:
- Дэвид Маккаллум в фильме Гибель «Титаника»
- Питер Бурк в фильме Спасите «Титаник»
- Барри Пеппер в сериале Титаник
- Крейг Келли в фильме Титаник
- Егор Корешков в документальном фильме Титаник